# Paulo Sérgio Silvestre do Nascimento
Paulo Sérgio do Nascimento Silvestre (São Paulo, 2 de junio de 1969), más conocido como Paulo Sergio, es un exfutbolista brasileño y actual técnico.

## Biografía
Actuar como delantero, jugó en el Corinthians, Novorizontino, Bayer Leverkusen, AS Roma y Bayern Munich. Por otra parte, formaba parte del Equipo Nacional de Brasil del campeón del mundo de 1994.
Su único equipo como entrenador ha sido el Red Bull Brasil, en São Paulo.

## Clubes

### Como jugador
| Club             | País           | Año       |
| ---------------- | -------------- | --------- |
| Corinthians      | Brasil         | 1988      |
| Novorizontino    | Brasil         | 1989-1990 |
| Corinthians      | Brasil         | 1990-1993 |
| Bayer Leverkusen | Alemania       | 1993-1997 |
| AS Roma          | Italia         | 1997-1999 |
| Bayern Munich    | Alemania       | 1999-2002 |
| Al Wahdah        | Arabia Saudita | 2002      |
| Bahia            | Brasil         | 2003      |

### Como entrenador
| Club            | País   | Año  |
| --------------- | ------ | ---- |
| Red Bull Brasil | Brasil | 2008 |

- Datos: Q316229
- Multimedia: Paulo Sérgio Silvestre do Nascimento / Q316229